# دختر قرمز
دختر قرمز (انگلیسی: The Red Girl) فیلمی در ژانر وسترن به کارگردانی دی. دبلیو. گریفیث است که در سال ۱۹۰۸ منتشر شد.

## بازیگران
- فلورنس لورنس
- چارلز اینسلی
- لیندا آرویدسون
- جورج گبهارت
- دی. دبلیو. گریفیث
- آرتور وی جانسون
- مک سنت
- هری سالتر